# Bardaï
Bardaï is een kleine stad in het uiterste noordwesten van het Afrikaanse
land Tsjaad. Het is de belangrijkste plaats in het Tibesti-gebergte
en hoofdstad van het departement Tibesti in de
Tsjadische regio Borkou-Ennedi-Tibesti. Bardaï
ligt in een oase van de Sahara-woestijn. De stad
telt enkele honderden inwoners en wordt bewaakt door zo'n 2000 Tsjadische
soldaten. Dit omdat Bardaï vlak bij de Aouzoustrook ligt die in de
jaren 1980 het onderwerp was van het Tsjadisch-Libisch conflict.
Bardaï kreeg internationale aandacht toen een groep rebellen onder leiding
van de latere Tsjadische president
Hissène Habré de stad aanviel op 20 april 1974. Een dag later
gijzelden ze de Franse archeologe Françoise Claustre,
de assisent van haar echtgenoot Marc Combe en de Duitse
doctor Christophe Staewen. Staewen werd op 11 juni 1974
vrijgelaten, Combe ontsnapte in 1975 en Claustre werd pas op 1 februari
1977 vrijgelaten.